# Gouvernement al-Ismaʿiliyya
Al-Ismaʿiliyya (arabisch محافظة الإسماعيلية Muhāfazat al-Ismāʿīliyya, DMG Muḥāfaẓat al-Ismāʿīliyya, auch Ismailia) ist ein Gouvernement in Ägypten mit 1.303.993 Einwohnern und liegt in der Sueskanal-Zone.
Es grenzt im Norden an das Gouvernement Bur Saʿid, im Osten an das Gouvernement Schimal Sina, im Süden an das Gouvernement as-Suwais und im Westen an die Gouvernements al-Qahira und asch-Scharqiyya. Das Verwaltungszentrum ist Ismailia.

## Geschichte
Von 1967 bis 1970 wurde Ismailia zu einem Kriegsgebiet und erlitt Schäden während des Konflikts mit Israel. Viele Kämpfe fanden in und um Ismailia statt, darunter auch zum Ende des Konflikts in der Schlacht um Ismailia. Nach dem zwischen Ägypten und Israel 1973 ausgehandelten Waffenstillstand konnte mit dem Wiederaufbau der Region begonnen werden.